# Natal Sharks
Pour les articles homonymes, voir Natal et Sharks.
Actualités
Les Natal Sharks sont une équipe sud-africaine de rugby à XV qui participe chaque année à la Currie Cup. Elle joue en blanc et noir et évolue au ABSA Stadium (du nom de son sponsor, mais il continue d’être communément appelé de son nom originel, Kings Park Stadium), à Durban dans la province du KwaZulu-Natal. Ses joueurs sont susceptibles d’être retenus pour jouer avec les Sharks, franchise de l'United Rugby Championship. Celle-ci porte le même surnom et utilise le même logo et les mêmes infrastructures, mais ce sont deux entités différentes.

## Histoire
Malgré sa naissance qui remonte à 1890, le Natal n’a jamais compté parmi les grands du rugby sud-africain jusqu’aux années 1990. On ne trouve trace que de deux défaites en finale de la Currie Cup en 1956 et 1984, avant neuf finales entre 1990 et 2003. Les Sharks en ont perdu quatre de suite avant d'être sacrés en 2008 avec Frédéric Michalak au poste de demi d'ouverture.

## Finales de Currie Cup
- Bilan : 18 finales, 8 victoires, 10 défaites.

| Saison | Vainqueur          | Score   | Finaliste          | Lieu                              |
| ------ | ------------------ | ------- | ------------------ | --------------------------------- |
| 1956   | Northern Transvaal | 9 – 8   | Natal Sharks       | Kings Park Stadium, Durban        |
| 1984   | Western Province   | 19 – 9  | Natal Sharks       | Loftus Versfeld Stadium, Pretoria |
| 1990   | Natal Sharks       | 18 – 12 | Northern Transvaal | Loftus Versfeld Stadium, Pretoria |
| 1992   | Natal Sharks       | 14 – 13 | Transvaal          | Ellis Park Stadium, Johannesburg  |
| 1993   | Transvaal          | 21 – 15 | Natal Sharks       | Kings Park Stadium, Durban        |
| 1995   | Natal Sharks       | 25 – 17 | Western Province   | Kings Park Stadium, Durban        |
| 1996   | Natal Sharks       | 33 – 15 | Golden Lions       | Ellis Park Stadium, Johannesburg  |
| 1999   | Golden Lions       | 32 – 9  | Natal Sharks       | Kings Park Stadium, Durban        |
| 2000   | Western Province   | 25 – 15 | Natal Sharks       | ABSA Stadium, Durban              |
| 2001   | Western Province   | 29 – 24 | Natal Sharks       | Newlands Stadium, Le Cap          |
| 2003   | Blue Bulls         | 40 – 19 | Natal Sharks       | Loftus Versfeld Stadium, Pretoria |
| 2008   | Natal Sharks       | 14 – 9  | Blue Bulls         | ABSA Stadium, Durban              |
| 2010   | Natal Sharks       | 30 – 10 | Western Province   | ABSA Stadium, Durban              |
| 2011   | Golden Lions       | 42 – 16 | Natal Sharks       | Ellis Park Stadium, Johannesburg  |
| 2012   | Western Province   | 25 – 18 | Natal Sharks       | Kings Park Stadium, Durban        |
| 2013   | Natal Sharks       | 23 – 19 | Western Province   | Newlands Stadium, Le Cap          |
| 2017   | Western Province   | 33 – 21 | Natal Sharks       | Kings Park Stadium, Durban        |
| 2018   | Natal Sharks       | 17 – 12 | Western Province   | Newlands Stadium, Le Cap          |

## Joueurs célèbres
| - Johan Ackermann - Mark Andrews - Skipper Badenhorst - Gcobani Bobo - Warren Britz - Bismarck du Plessis - Gaffie du Toit - Juan Martín Hernández - Henry Honiball | - Adrian Jacobs - Butch James - Conrad Jantjes - André Joubert - Marius Joubert - Ryan Kankowski - Robbie Kempson - Ollie Le Roux - Rob Linde | - Steve Meyer - Frédéric Michalak - Percy Montgomery - Pieter Muller - Odwa Ndungane - JP Pietersen - Brent Russell - Danie Saayman - James Small | - John Smit - Andre Snyman - Peet Marais - Shaun Sowerby - François Steyn - Joel Stransky - Gary Teichmann - Luke Watson - Sandile Nxumalo |

Trois Français ont joué pour les Sharks en Currie Cup : Thierry Lacroix, qui a remporté la Currie Cup en 1995 et 1996, Olivier Roumat, vainqueur en 1996, et Frédéric Michalak vainqueur en 2008.

## Entraineurs
- Dick Muir
- John Plumtree
- Brendan Venter
- Gary Gold
- Robert du Preez